# Dingo di Giava

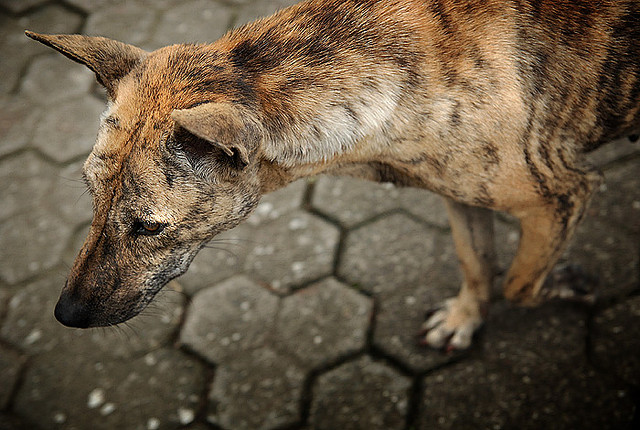
Testa di un dingo di Giava

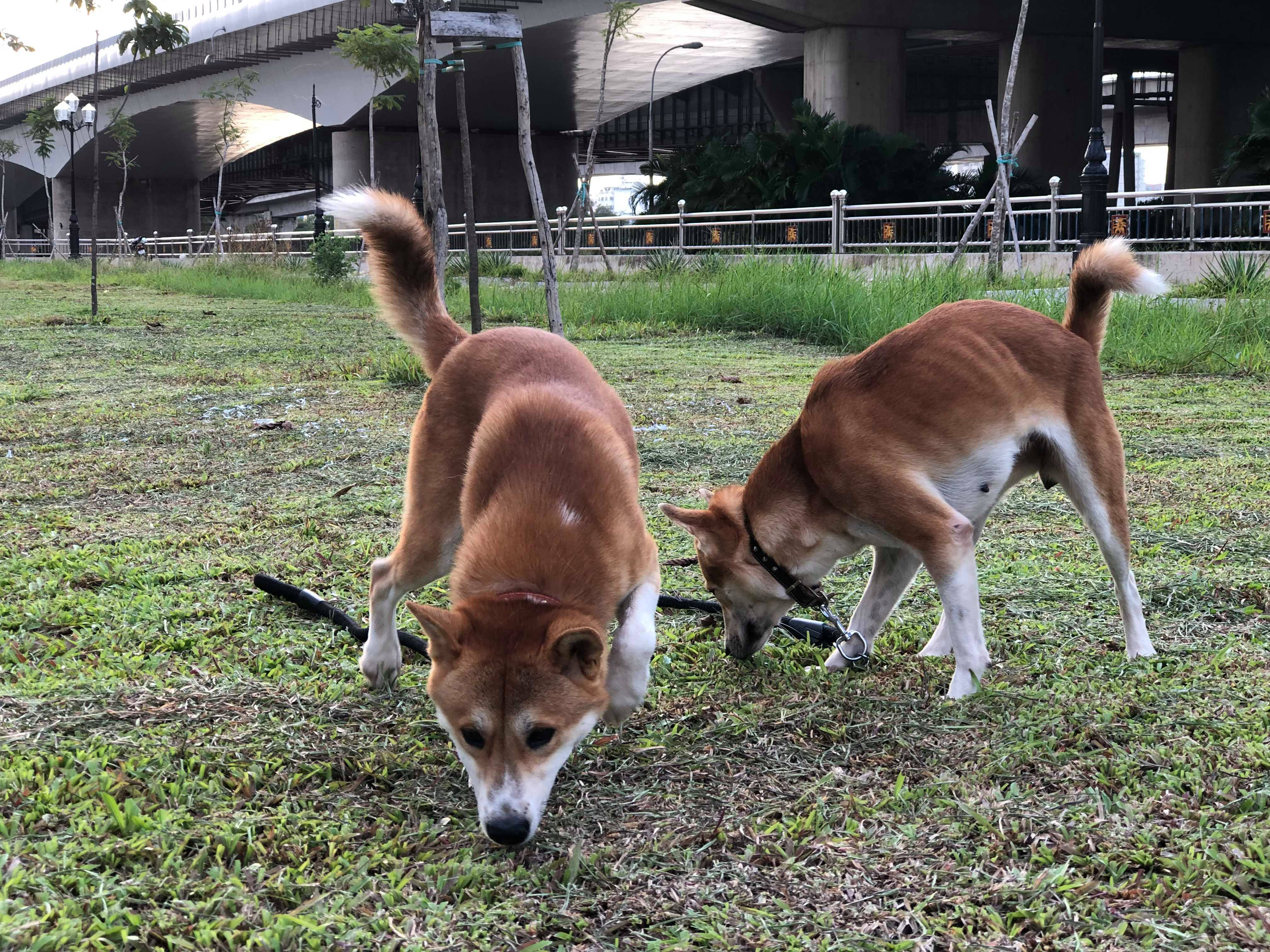
Dingo indocinese

Il dingo di Giava o cane delle montagne di Tengger o cane di Giava est o Tengger dog è un cane estinto, originario delle montagne di Tengger (Monte Bromo) nel Parco nazionale di Bromo Tengger Semeru situate sulla parte orientale dell'isola di Giava.
Si ritiene che questo cane scomparso sia una forma intermedia tra i comuni cane Pariah indiani e il Dingo australiano.

## Caratteristiche
Questo cane si caratterizzava per una struttura corporea simile al dingo, con orecchie erette triangolari muso appuntito e maschera scura, le estremità più care del resto del corpo che presentava delle stiscie bruno-nererastre, di cui una era presente dalla testa lungo il dorso fino alla folta coda. Il suo mantello a strisce era unico, va ricordato che il mantello a strisce è una caratteristica tipicamente "selvaggia" tra i mammiferi.
Desmond Morris non esclude la presenza di qualche raro esemplare tra i monti di Tengger a Giava.
Questo cane non va confuso con il più comune cane di Giava un levriero che era allevato in branchi dai giavanesi di alto rango per la caccia del muntiacus che è un cervide asiatico.